# 眨眼星雲
NGC 6826，也稱為Caldwell 15，是位於天鵝座的一個行星狀星雲。它的俗稱是"閃爍行星"，但是許多其它的星雲也會表現出像這樣的"閃爍"。當使用小望遠鏡直接觀看時，受到環繞的星雲遮蔽，中央恆星的亮度會被抵消掉。但是，利用外圍的視力 (側視法)，會使觀測者感覺看到它一亮一暗"閃爍"的現象。 
這個星雲的一大特色是在兩側都有明亮的瓣，這被稱為快速低電离輻射區 (FLIERs，Fast Low-Ionization Emission Regions)。它們似乎相對都很年輕，並以超音速向外移動。依據Bruce Balick (華盛頓大學) 的說法：
"從它們被觀察到的特性，認為它們像是恆星在晚近的過去 (數千年以前) 向外扔出的火花。但是它們的形狀 ... 似乎表明他們是固定的，恆星拋出的物質只是流經過的材料，是從表面刮過去的氣體。哈伯未來的觀測會監視著FLIERs，以解析出這兒的任何改變。無論何種狀況，FLIERs的資料將很容易說明任何恆星演化的模型。"

## 外部連結
- The Hubble European Space Agency Information Centre （页面存档备份，存于） Hubble picture and information on NGC 6826
- WikiSky上关于眨眼星雲的内容：DSS2, SDSS, GALEX, IRAS, 氢α, X射线, 天文照片, 天图, 文章和图片